# Марчело ди Чинтио
Марчело ди Чинтио е канадски писател и борец.
През 2012 г. печели паричната награда „Шонеси Коен за политически романи“ на стойност 25 000 канадски долара за книгата си „Стени: пътуване покрай загражденията“ (Вакон, 2014). Наградата му е връчена на 6 март 2013 г. на годишното събитие „Политики и перо“ в Отава. През 2013 г. „Стени“ е номинирана също така за наградата „Чарлз Тейлър“ за нехудожествена литература и за Националната награда на Британска Колумбия за нехудожествена литература.

## Личен живот
Марчело е роден в град Калгари, провинция Албърта, Канада. Понастоящем живее в Калгари със съпругата си Мунира и сина си Амедео.
Изучава микробиология и английски език в университета в Калгари и е член на отбора по борба на родния си град. През 1997 г. се дипломира в 2 специалности в хуманитарните и естествените науки.